# Tolmerus
Tolmerus is een vliegengeslacht uit de familie van de roofvliegen (Asilidae).

## Soorten
- T. alamosae Martin, 1975
- T. albiceps Becker, 1923
- T. angustifrons (Loew, 1849)
- T. antennatus (Becker, 1908)
- T. atricapillus

Gewone roofvlieg (Fallén, 1814)
- T. atripes Loew, 1854
- T. baezi Hradský & Bosák, 2006
- T. bolgaricus Lehr, 1981
- T. calvoides Lehr, 1981
- T. calvus Lehr, 1972
- T. cingulatus (Fabricius, 1781)
- T. corsicus Schiner, 1867
- T. costalis (Theodor, 1980)
- T. cowini (Hobby, 1946)
- T. cyrnaeus (Oldroyd, 1946)
- T. diagonalis (Pandellé, 1905)
- T. dimidiatus (Macquart in Webb & Berthelot, 1839)
- T. exiguus Lehr, 1981
- T. eximius Becker, 1923
- T. facialis Becker in Becker & Stein, 1913
- T. ferox Becker, 1923
- T. flavibarbatus Becker, 1914
- T. flavipyga (Becker, 1923)
- T. fuscus (Macquart, 1839)
- T. herbicola (Lehr, 1967)
- T. hermonensis Theodor, 1980
- T. hisamatsui Tagawa, 1981
- T. illucens Becker, 1923
- T. impiger Becker, 1923
- T. incommunis Becker, 1923
- T. inhonestus (Lehr, 1972)
- T. jacutensis Lehr, 1975
- T. katharinae (Theodor, 1980)
- T. lesinensis Palm, 1876
- T. lhassae Tomasovic, 2005
- T. maculipes (Lehr, 1972)
- T. major (Becker, 1907)
- T. maneei (Hine, 1909)

- T. maximus (Schiner, 1868)
- T. micans (Meigen, 1820)
- T. mirandus Lehr, 1981
- T. mixtus (Becker, 1908)
- T. mongolicus Moucha & Hradský, 1966
- T. nigrifemoratus (Macquart in Webb & Berthelot, 1839)
- T. novarensis Schiner, 1868
- T. oromii Hradský & Bosák, 2006
- T. paganus Becker, 1923
- T. pamirensis Lehr, 1981
- T. pauper Becker, 1923
- T. pawaneeae Martin, 1975
- T. perfectus Becker, 1923
- T. poecilogaster (Loew, 1849)
- T. pyragra (Zeller, 1840)
- T. richterae Lehr, 1981
- T. rufescens Lehr, 1975
- T. rufostriatus (Theodor, 1980)
- T. senex (Wiedemann in Meigen, 1820)
- T. shachristanicus Lehr, 1981
- T. socotrae Geller-Grimm, 2002
- T. strandi (Duda, 1940)
- T. strymonicus (Tsacas, 1960)
- T. tesselatus (Loew, 1849)
- T. tivonensis Theodor, 1980
- T. trifissilis Séguy, 1929
- T. unicus Becker, 1910
- T. vadimi Lehr, 1981
- T. ventriculus Becker, 1923
- T. vividus Lehr, 1981
- T. weinbergae Hradský & Bosák, 2006
- T. wraniki Geller-Grimm, 2002